# Dmitri Nikolajewitsch Smirnow

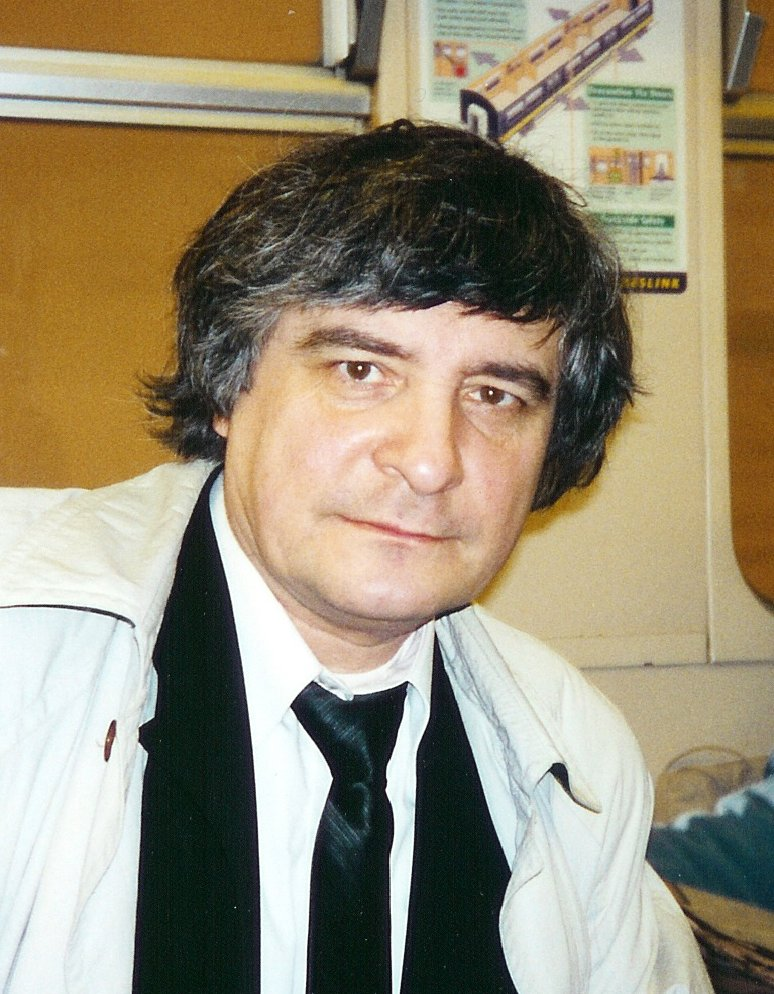
Dmitri Nikolajewitsch Smirnow (2006)

Dmitri Nikolajewitsch Smirnow (russisch Дми́трий Никола́евич Смирно́в; * 2. November 1948 in Minsk; † 9. April 2020 in Watford) war ein russischer Komponist.

## Leben
Dmitri Smirnow wurde als Sohn von Opernsängern geboren. Die Familie zog zunächst nach Ulan-Ude, Burjatische Republik (Mittelasien), dann nach Frunse, Kirgisien, wo Smirnow seine Kindheit verbrachte. 1967 begann er ein Musikstudium am Moskauer Konservatorium. Dort lernte er Komposition bei Wladimir Fere, Nikolai Sidelnikow, Instrumentation bei Edison Denissow und Analyse bei Juri Cholopow. 1970 machte er die Bekanntschaft Philip Herschkowitz’, dem von Wien nach Moskau übergesiedelten Webern-Schüler. 1972 beendete Smirnow sein Studium und arbeitete ab 1973 als Redakteur im Verlag Sowetski Kompositor. 1976 gewann sein Solo für Harfe den ersten Preis beim Wettbewerb der Internationalen Harfenwoche in Maastricht und er wurde international bekannt. Von 1981 bis 1993 war Smirnow als freischaffender Komponist tätig. In dieser Zeit, 1991, siedelte er nach Großbritannien über. 1992 erhielt er dort ein Stipendium des St. John College und war von 1993 bis 1997 Gastprofessor an der Universität Keele, so wie seine Ehefrau, die Komponistin Jelena Olegowna Firsowa. Dort war er auch Composer in Residence. Ab 1998 war Dmitri Smirnow wieder freischaffend tätig.
Er starb im April 2020 in Watford an COVID-19.

## Werk (Auswahl)

### Oper
- Tiriel (1989)

Oper in 3 Akten nach einem Gedicht von William Blake, dt. Text: Paul Esterházy

### Chorwerk
- Zwei Chöre nach Alexander Blok

für Chor a cappella

### Orchestermusik
- Mozartvariationen
- Pastorale
- Sinfonie Nr. 1 „Die Jahreszeiten“
- Tiriel

Sinfonischer Prolog
- Zwischen Scylla und Charybdis

für Streichorchester

### Konzertwerk
- Konzert Nr. 2

für Klavier & Streichorchester
- Tripelkonzert

für Altsaxophon, Klavier, Kontrabass, Streicher & Schlagzeug

### Ensemble
- Elegie in memoriam Edison Denissow

für 16 Spieler
- Porträt

für Bläserensemble
- Trauerkanons „In memoriam Igor Strawinsky“

für 13 Spieler

### Solowerk
- Die sieben Engel des William Blake

für Klavier
- Drei Tänze

für Xylophon solo
- Monolog

für Klarinette
- Solo für Harfe
- Solo für Trompete
- Sphärenmusik

für Klavier
- Zwei magische Quadrate

für Klavier

### Vokalsymphonik
- Das Hohelied

Kantate für Sopran, Tenor, Chor & Orchester, Bibeltext
- Sinfonie Nr. 2

für Soli, Chor & Orchester, Text: Friedrich Hölderlin

### Kammermusik
- Abschiedslied

für Viola & Harfe
- Der Fluss des Lebens (Blake-Bild IV)

für 14 Spieler
- Die Jahreszeiten

für Sopran, Flöte, Viola & Harfe
- Drei Tänze

für Xylophon
- Epitaph

für Klavier
- Fantasia

für Saxophonquartett
- Klaviertrio 1 & 2
- Lyrische Komposition

für Flöte, Oboe, Violine, Violoncello & Cembalo
- Sechs Gedichte von Alexander Blok

für Mezzosopran & Klavier
- Sechs Gedichte von William Blake

für hohe Stimme & Orgel
- Serenade

für Oboe, Altsaxophon & Violoncello
- Streichquartett Nr. 2
- Sonate für Fagott & Klavier
- The Visions of Coleridge

für Mezzosopran & 10 Spieler
- Trio sacrum

für 3 Schlagzeuger
- Wonderful Stories

11 Kinderlieder für Sopran & 5 Instrumente